# Max Westenhöfer

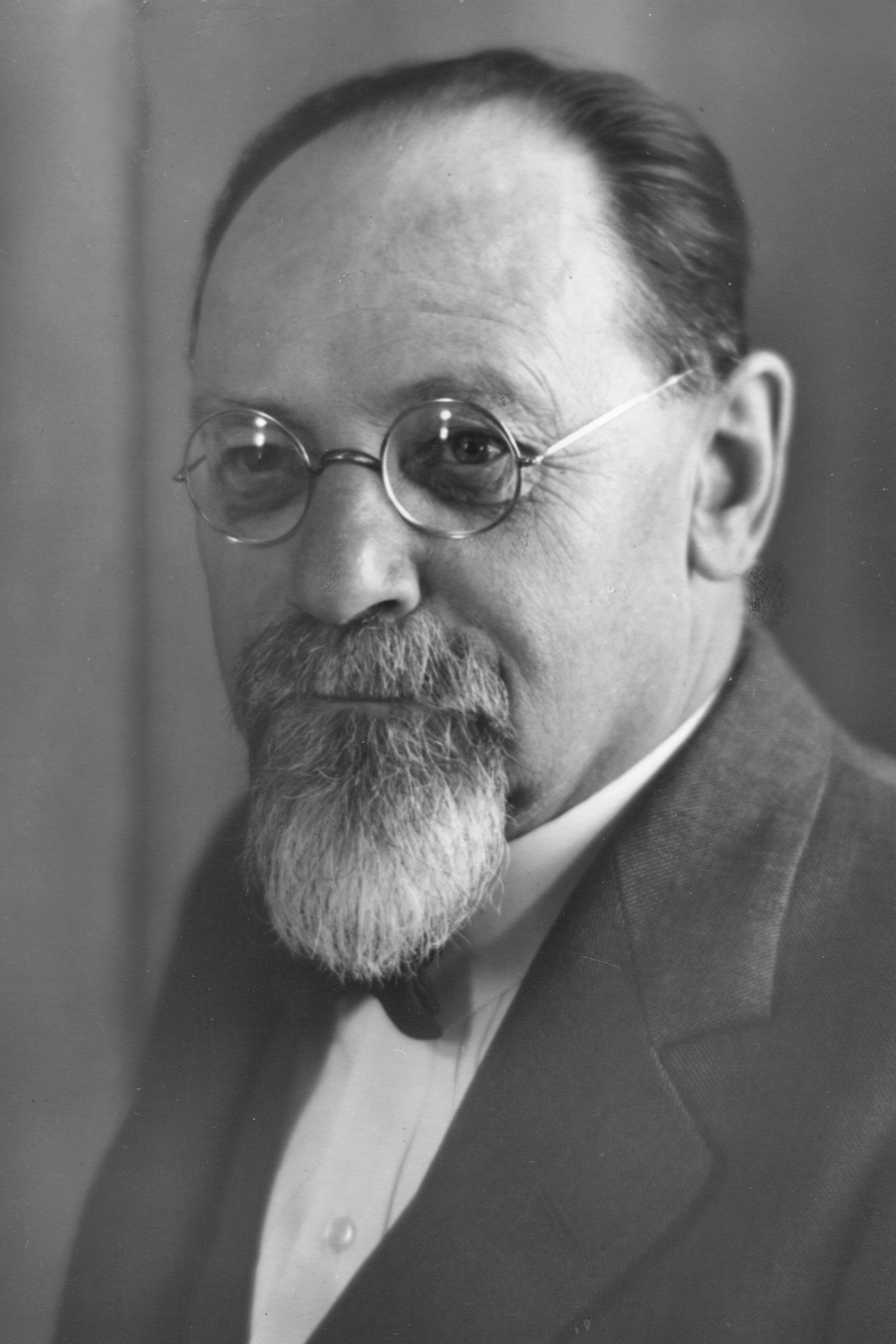
Max Westenhöfer in 1951

Maximilian Joseph Johann Westenhöfer (* 9. Februar 1871 in Ansbach; † 25. September 1957 in Santiago de Chile) war ein deutscher Pathologe und Anthropologe.
Max Westenhöfer genoss als Mitarbeiter von Rudolf Virchow, als Direktor des pathologischen Museums in Berlin und vor allem aufgrund seines langjährigen Wirkens als Lehrer und Forscher in Santiago de Chile international einen herausragenden Ruf.
Westenhöfer vertrat in der Abstammungsfrage des Menschen ähnlich wie der belgische Biologe Serge Frechkop, wissenschaftlich die Meinung, „daß der Mensch Mensch innerhalb der Säugetierreihe das weitestgehend urtümliche Geschöpf ist.“. Diese archaische These der Entwicklung des Menschen steht scharf der klassischen Reduktionstheorie entgegen, die eine geradlinige Ableitung von Großaffen durch Reduktionen der Spezialisierungen dieser Tiere zu der unspezialisierten, mängelbehafteten Organisationsform des Menschen postulieren. Die archaische Theorie der Menschwerdung hat Westenhöfer klassisch formuliert in seinem Werk „Der Eigenweg des Menschen“.

## Schriften (Auswahl)
- Der Eigenweg des Menschen. Dargestellt auf Grund von vergleichend morphologischen Untersuchungen über die Artbildung und Menschwerdung, Verlag Die Medizinische Welt Mannstaedt, Berlin 1942.
- Die Grundlagen meiner Theorie vom Eigenweg des Menschen. Carl Winter Universitätsverlag, Heidelberg 1948. (Erweiterter Auszug aus: Der Eigenwert des Menschen)